# Bernd Fleckeisen
Bernd Fleckeisen är en östtysk kanotist.
Han tog bland annat VM-silver i K-2 1000 meter i samband med sprintvärldsmästerskapen i kanotsport 1981 i Nottingham.